# طحال إضافي
الطحال الإضافي (بالإنجليزية: Accessory spleen) هو عقدة صغيرة من أنسجة الطحال توجد بصرف النظر عن الجسم الرئيسي للطحال. يوجد الطحال الإضافي في حوالي 10 بالمائة من السكان، ويبلغ قطره عادة حوالي 1 سم. قد يشبه العقدة اللمفاوية أو الطحال الصغير. يتشكل الطحال الإضافي نتيجة لعيب خلقي أو رضة خطيرة. وهو ذو أهمية طبية إذ أنه قد يؤدي إلى أخطاء في التفسير في التصوير التشخيصي، أو استمرار الأعراض بعد استئصال الطحال العلاجي. تعدد الطحال هو وجود طحال ملحق متعدد بدلاً من طحال طبيعي واحد.

## الأسباب والمواقع
قد يتشكل الطحال الإضافي أثناء التطور الجنيني عندما تترسب بعض الخلايا من الطحال النامي على طول المسار من خط الوسط، إذ يتشكل الطحال إلى موقعه النهائي على الجانب الأيسر من البطن قرب الضلع التاسع والضلع الحادي عشر. المواقع الأكثر شيوعًا للطحال الإضافي هي نقير الطحال والمجاورة لذيل البنكرياس. يمكن العثور عليها في أي مكان على طول رباط الأوعية الطحالية المعدي، أو رباط غشاء الأمعاء الشحمي الكبير، أو جدران المعدة أو الأمعاء، أو ذيل البنكرياس، أو الثرب الأكبر، أو المساريق، أو الحفرة الكلوية، أو الغدد التناسلية وطريق نزولها. الحجم النموذجي للطحال الإضافي حوالي 1 سم، لكن الأحجام التي تتراوح من بضعة مليمترات إلى 2-3 سنتيمترات ليست غير شائعة.
يمكن أن يؤدي اندماج الطحال بالغدد التناسلية إلى طحال إضافي واحد أو أكثر على طول مسار من البطن إلى الحوض أو كيس الصفن. يتكون الطحال النامي بالقرب من الحافة البولية التناسلية التي تتطور منها الغدد التناسلية. قد تلتقط الغدد التناسلية بعض الأنسجة من الطحال، وعندما تنزل عبر البطن أثناء النمو، يمكن أن تنتج إما خطًا متواصلًا أو مكسورًا من نسيج الطحال المترسب.
التطحال هو حالة تخضع فيها بؤر أنسجة الطحال لعملية زرع ذاتي، وغالبًا ما تكون بعد صدمة جسدية أو استئصال الطحال. يمكن أن تنغرس شظايا الأنسجة النازحة على أسطح الأوعية الدموية جيدًا في تجويف البطن، أو في حالة كسر الحجاب الحاجز، أو الصدر.

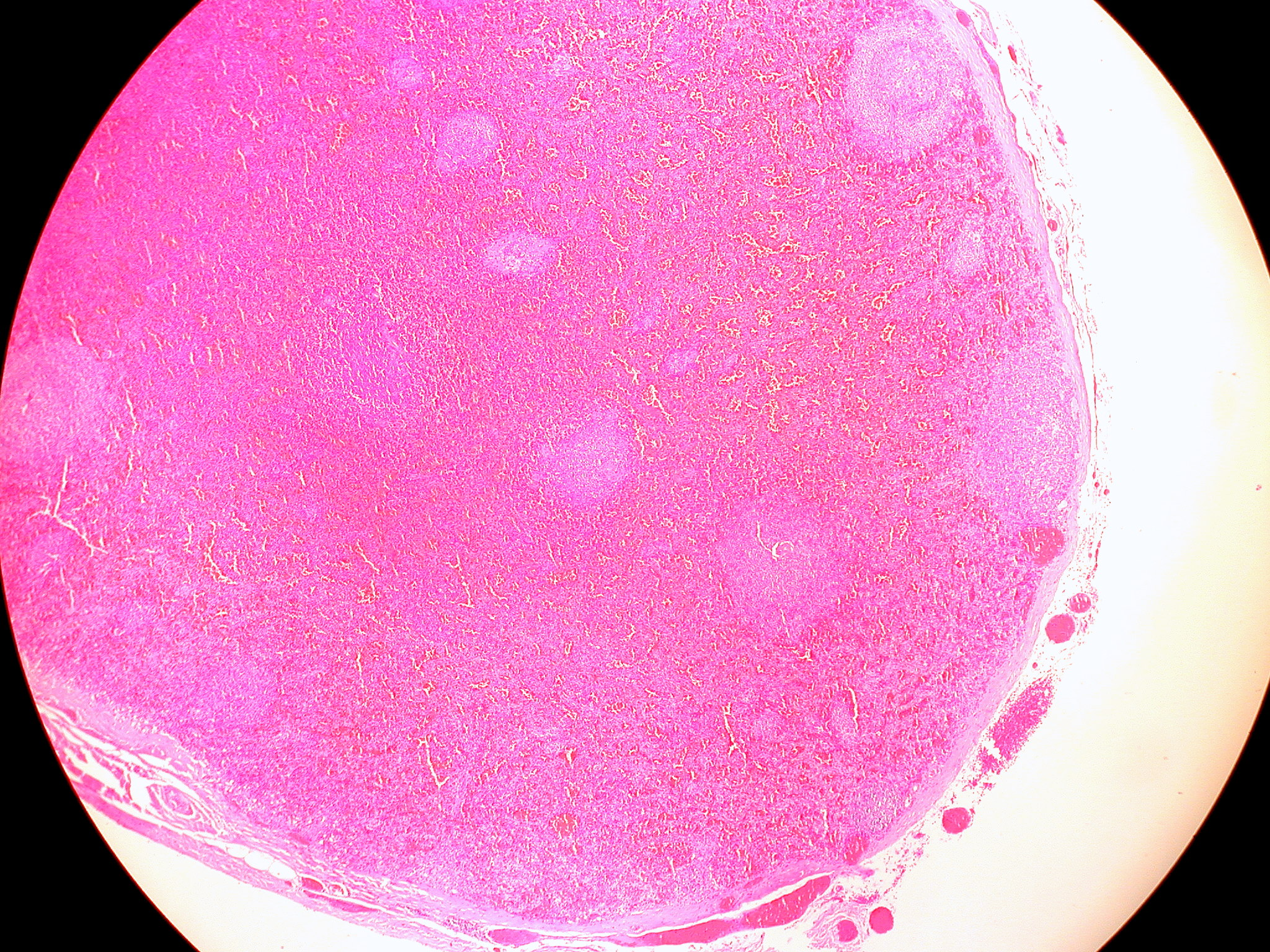
جزء نسيجي من الطحال الإضافي.
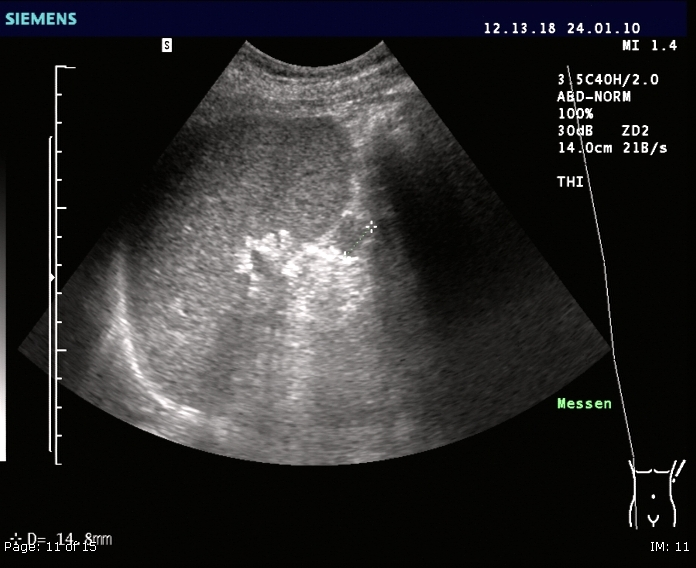
التصوير بالموجات فوق الصوتية للطحال الإضافي.

## الدلالة

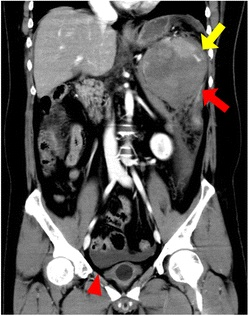
قد يتعرض الطحال الإضافي للتضخم بعد استئصال الطحال ونادرًا ما يتسبب في حدوث نزيف (في الصورة).

إذا تم إجراء استئصال الطحال للظروف التي يتم فيها عزل خلايا الدم في الطحال، فقد يكون الفشل في إزالة الطحال الإضافي نتيجة لفشل استئصال الطحال. أثناء التصوير الطبي، قد يتم الخلط بين الطحال الإضافي وبين العقد اللمفاوية المتضخمة أو النمو الورمي في ذيل البنكرياس، والجهاز الهضمي والغدد الكظرية أو الغدد التناسلية.